# Aleuroclava burmanicus
Aleuroclava burmanicus là một loài côn trùng cánh nửa trong họ Aleyrodidae, phân họ Aleyrodinae.
Aleuroclava burmanicus được Singh miêu tả khoa học đầu tiên năm 1938.